# Isra en het magische boek
Isra en het magisch boek is een kinderfilm uit 2016 van de Vlaamse regisseur R. Kan Albay. Wim Opbrouck, Joke Devynck, Jenne Decleir en Sven De Ridder vertolken rollen.
In het sprookjesachtig verhaal is een negenjarig meisje, Isra, met haar school op uitstap in een bibliotheek. Meneer Gugle (Wim Opbrouck) beheert er een aparte afdeling waar ze een wonderbaarlijk boek vindt. Het boek voert haar naar het Snoepkasteel waar ze opgesloten raakt tussen snoep en taarten.  Maar ook een jongetje vindt waarmee ze samen hoopt te ontsnappen.

## Rolverdeling
- Isra Dela als Isra
- Joke Devynck als mama
- Tamer Karadagli als papa
- Inge Geuens als lerares
- Wim Opbrouck als Meneer Gugle
- Sven De Ridder als Bert
- Sven Van der Linden als Alex
- Steven De Vos als vriend op verjaardagsfeestje
- Tim Dedobbelaere als vriend en klasgenoot van Isra
- R. Kan Albay als genie
- Charley Pasteleurs als busschaufeur
- Valerie Simon als kasteeldame Valerie Deridder
- Rikkert van Dijck als directeur
- Chris Willemsen als dwerg
- Emre Yucelbas als Aladdin
- Turan Çelik als copiloot Turan Celik
- Soraya Sidikova als stewardess